# Albert Weggartner
Albert Weggartner (* 21. September 1905 in Pelkering, heute Ortsteil von Triftern; † 20. Februar 1979) war ein deutscher Politiker (BP, CSU).

## Werdegang
Weggartner besuchte Volksschule und Gymnasium und stand dann von 1923 bis 1927 im Dienst der Bayerischen Landespolizei. 1927 wechselte er in den bayerischen Staatsdienst. Zum 1. Mai 1937 trat er der NSDAP bei. Während des Zweiten Weltkriegs wurde er mehrmals zum Frontdienst einberufen, 1941 zum Offizier ernannt und kehrte schließlich als Schwerkriegsbeschädigter heim.
Nach Kriegsende wurde er als Bürgermeister seiner Heimatgemeinde eingesetzt. 1952 folgte die Wahl zum Landrat des oberbayerischen Landkreises Mühldorf am Inn. Von November 1950 bis November 1958 war er Abgeordneter im Bayerischen Landtag. Er gehörte anfangs der Bayernpartei an. Nach seinem Austritt am 11. Oktober 1957 schloss er sich der CSU an.

## Ehrungen
- 1972: Verdienstkreuz 1. Klasse der Bundesrepublik Deutschland